# 鄂札伊
鄂札伊（？—1641年），哈达納喇氏。清朝初年军事人物、额驸。
鄂札伊，又作鄂拖伊、鄂推。满洲正黄旗人。其家族为哈达国主，鄂札伊为哈达贝勒王瑶玄孙。鄂札伊曾祖父夏瑚在清太祖时期率十八户来归，太祖赐其家族五个佐领世袭。其父满达尔汉为夏瑚之孙，任礼部承政,出使朝鲜，又因军功进二等甲喇章京。鄂札伊世職牛錄章京。官至骑都尉。天命四年（1619年）十月，努尔哈赤把第七女下嫁鄂禮伊。第七女是鄉君品級，没有封为公主。崇德六年（1641年）四月鄂札伊戰死。康熙二十四年（1685年）四月鄉君薨，时年八十二岁。